# 도둑 (2010년 영화)
《도둑》(독일어: Der Räuber)은 2010년 공개된 영화이다.

## 출연

### 주연
- 안드레아스 러스트
- 프란지스카 웨이즈

### 조연
- 플로리안 보트루바
- 요한 베드나
- 마커스 슐레진저
- 발터 휴버
- 피터 빌나이
- 크리스찬 앨토프
- 알렉산더 E. 페넌

## 기타
- 원작자: 마틴 프린즈
- 프로듀서: 앤 에벤
- 프로듀서: 하인리히 미스
- 미술: 리네이트 슈마더러
- 배역: 마커스 슐레진저